# Daniel Elena
Daniel Elena (Mónaco, 26 de outubro de 1972) é um copiloto monegasco. Fez dupla com Sébastien Loeb no Mundial de Rali (WRC) desde a temporada de 1999, com o qual ganhou o Campeonato Mundial por nove vezes consecutivas, entre as temporadas de 2004 a 2012 pela equipe Citroen Total WRT.

## Carreira
Começou nos ralis em 1997 como co-piloto de Hervé Bernard, mas tornou-se navegador de Loeb na temporada seguinte e rapidamente desenvolveu uma forte ligação com o francês, vencendo o Citroën Saxo Trophy em 1999 e o título francês em terra no ano seguinte.
Em 2001, venceram o campeonato de Super 1600 no seu Citroën Saxo, tornando-se numa escolha óbvia para a equipa WRC da Citroën, em que fizeram a estreia nesse ano, conseguindo a sua primeira vitória no Rali da Alemanha em 2002. Depois conseguiram quatro títulos consecutivos entre 2004 e 2007.
Loeb e Elena ganharam o Rali de Monte Carlo por quarto vezes, de 2003 a 2005 e em 2007.
Elena foi a primeira pessoa a receber o Michael Park Trophy, que é atribuído ao melhor co-piloto da temporada.